# Europese zeebaars
De Europese zeebaars of zeebaars (Dicentrarchus labrax) is een straalvinnige vis uit de familie van Moronidae en behoort tot de orde van baarsachtigen (Perciformes). De volwassen vis is gemiddeld 50 cm, maar kan een lengte bereiken van 103 cm en een gewicht van 12 kg. De hoogst geregistreerde leeftijd is 15 jaar. De vis moet niet verward worden met de Serranidae uit dezelfde orde. De zeebaars heeft twee rugvinnen met 8 - 9 stevige stekels in de eerste vin en één stekel met daarachter 12-13 vinstralen in de tweede vin. De aarsvin heeft drie stekels en 10-12 vinstralen.

## Verspreiding en leefgebied
De zeebaars komt zowel in zoet als zout water voor. Jonge vissen trekken vaak riviermondingen binnen waar de vissen in brakwater kunnen worden waargenomen. De vis prefereert een subtropisch klimaat en leeft hoofdzakelijk in de Atlantische Oceaan, maar ook in de Middellandse zee en de Zwarte Zee. De diepteverspreiding is 0,5 tot 100 m onder het wateroppervlak. De zeebaars is langs de kusten van de Lage Landen minder algemeen, maar zowel volwassen en jonge vissen worden toch regelmatig in scholen waargenomen in de Maasvlakte, Scheldemonding en de Oosterschelde. Trends in het voorkomen van de zeebaars worden door de stichting ANEMOON met behulp van waarnemingen door sportduikers in de Oosterschelde (sinds 1997) en het Grevelingenmeer (sinds 2000) bijgehouden.

## Relatie tot de mens
De soort kan worden bezichtigd in sommige openbare aquaria. De zeebaars is voor de beroepsvisserij van aanzienlijk belang en ook als buit voor zeehengelaars zeer gewild. De vis wordt in de Zuidelijke Noordzee op duurzame wijze met de lijn gevangen, met name op wrakken in de zomer. In Het Kanaal wordt, voornamelijk in de wintermaanden, met staande netten gevist, waarbij ook wel ongewenste vis en zelfs dolfijnachtigen worden bijgevangen.
Ook wordt zeebaars in verschillende mediterrane landen gekweekt. Er wordt vooral gebruikgemaakt van open kooien in zee, maar ook van intensieve gesloten systemen. De zeebaars is een carnivoor en wordt gevoed met wilde vis. Het voer dat niet opgegeten wordt, spoelt uit de open kooien en zorgt zo voor eutrofiëring van de omgeving. Het verschil tussen gekweekte en wilde zeebaars is vaak niet te proeven.

## Noot
1. ↑  (en) Europese zeebaars op de IUCN Red List of Threatened Species.
2. ↑  H.Nijssen & S.J. de Groot, 1987. De vissen van Nederland. KNNV uitgeverij Utrecht/Zeist